# Nemesio García Naranjo
José Nemesio García Naranjo (Lampazos de Naranjo, Nuevo León, 8 de marzo de 1883 - Ciudad de México, 21 de diciembre de 1962) fue un abogado, periodista, escritor, historiador, político, catedrático y académico mexicano.

## Formación
Nació en Lampazos de Naranjo, Nuevo León, el 8 de marzo de 1883, siendo hijo de Nemesio García y García, alcalde de Lampazos, y de Juana Naranjo Pérez; por parte de su madre estuvo emparentado con el general Francisco Naranjo y con el hijo de éste, el Ing. Francisco Naranjo García. Por reveses políticos su familia se trasladó al Encinal, Texas, donde Nemesio aprendió inglés, concluyó la primaria en el Instituto Felipe Naranjo en su natal Lampazos; cursó la secundaria y la preparatoria en el Colegio Civil de la ciudad de Monterrey. El 4 de enero de 1903 se trasladó a la Ciudad de México para ingresar a la Escuela Nacional de Jurisprudencia. Ahí publicó algunos artículos en el Diario del Hogar contra Bernardo Reyes.
En enero de 1905, gracias a la influencia de su amigo, el abogado porfirista Rosendo Pineda, obtuvo una plaza de subteniente en la Marina de Guerra, que alternó con sus estudios de derecho. Al año siguiente ganó un premio literario en unos juegos florales otorgado por el Liceo Altamirano, a un poema de diez sonetos para celebrar el Tercer Centenario de la aparición de la primera parte de El Quijote, lo que lo dio a conocer como poeta. Al finalizar el año dimitió de la Armada y consiguió una beca para asistir a la cátedra de historia, que Genaro García impartía en el Museo Nacional de Historia. Esto, aunado a su desempeño como bibliotecario en la Academia Nacional de Bellas Artes, le permitió enriquecer su cultura.
En 1908 se trasladó a Madrid y a Toledo; retornó al país ese mismo año para impartir la cátedra de Historia de México en la Escuela Nacional Preparatoria, y en el Heroico Colegio Militar impartió la materia de Historia Universal. Obtuvo el título de abogado el 24 de abril de 1909. Ese mismo año fue miembro fundador del Ateneo de la Juventud, publicó algunos de sus poemas en la Revista Moderna de México.

## Matrimonio e hijos
Nemesio García Naranjo contrajo matrimonio con la escritora Angelina Natalia Elizondo Cisneros (27 de julio de 1888 - 12 de enero de 1971), originaria también de Lampazos, el 14 de enero de 1912. La pareja procreó cinco hijos:
- Nemesio García Naranjo y Elizondo (1914 - 25 de enero de 1990), casado con María del Carmen Álvarez.
- Luis Constantino García Naranjo y Elizondo (1919 - 27 de septiembre de 1993), casado con Mercedes González Quiroz.
- Angelina García Naranjo y Elizondo (1913 - 13 de agosto de 1963) casada con Manuel Olea Nájera
- Leonor García Naranjo y Elizondo (1916 - ¿?), casada con Francisco Plancarte y Haro.
- Arturo García Naranjo y Elizondo (3 de febrero de 1918 - ¿?)

## Inicios en la política
El régimen de Porfirio Díaz requería de jóvenes talentosos, y por ello Rosendo Pineda creó una Comisión de Propaganda para las siguientes elecciones presidenciales. Con José María Lozano quedó al frente de esa comisión, a propuesta del director de la Escuela Nacional Preparatoria, Genaro García. En El Debate García Naranjo editó las primicias de su labor periodística, que lo absorbió por más de 60 años.
En 1910 fue elegido diputado de la XXV Legislatura y participó activamente en las festividades del Centenario de la Independencia de México. Al finalizar el periodo del último congreso porfirista emprendió su campaña para reelegirse como diputado, representando al Partido Liberal de Nuevo León. Triunfó, al igual que sus compañeros José María Lozano, Francisco M. de Olaguíbel y Aquiles Elorduy. Todos ellos, junto con Querido Moheno que luego se incorporó al grupo, constituyeron el famoso Cuadrilátero en la XXVI Legislatura federal, conjunto parlamentario opositor al presidente Francisco I. Madero. 
Fundó el periódico La Tribuna con el auspicio del licenciado Eduardo Tamariz; en él publicó sus artículos más candentes contra el gobierno maderista. Como resultado de sus posiciones políticas, en varias ocasiones afrontó graves peligros; incluso, estuvo a punto de batirse a muerte con el gran poeta peruano, simpatizante de la Revolución Mexicana, José Santos Chocano.

### Gobierno de Victoriano Huerta
Cuando Victoriano Huerta se consolidó en la presidencia y decidió renovar su gabinete, en octubre de 1913 García Naranjo fue nombrado ministro de Instrucción Pública. Al militarizarse las secretarías pasó a ser miembro del Ejército con el grado de general de brigada. Durante su gestión  —y de acuerdo con los ideales ateneístas— inició la renovación del método de enseñanza de la Escuela Nacional Preparatoria que hasta entonces se había basado en el positivismo de Augusto Comte por un plan de estudios que seguía la escuela filosófica de Henri Bergson y Émile Boutroux.

## Primer destierro (1914 - 1923)
Al triunfo del movimiento constitucionalista, en julio de 1914, salió desterrado a Nueva York. De allí, junto con Rubén Valenti, el 28 de diciembre se embarcó a Guatemala. Ante la escisión revolucionaria entre convencionistas y constitucionalistas, no dio margen a que lo incluyeran en bando alguno y en marzo de 1915 navegó rumbo a Nueva Orleans; ahí permaneció algunos días con Querido Moheno y después partió a Laredo, Texas donde residían su padre y hermanos.
Para entonces Monterrey había sido tomada por los villistas, en tanto que Nuevo Laredo, Piedras Negras y Matamoros eran dominio de los carrancistas; con ello se frustró toda posibilidad de que su esposa e hijos se reunieran con él. Posteriormente se trasladó a San Antonio, Texas. Rechazó la oferta que le hiciera Victoriano Huerta para emprender una rebelión armada y reconquistar el gobierno de México.
En agosto de 1914 editó La Revista Mexicana, que apareció hasta 1919 en San Antonio, la cual incluyó Chiltipiquín material de Guillermo Aguirre y Fierro. Más tarde, a invitación del periodista nuevoleonés Ignacio E. Lozano, participó en el diario La Prensa. En 1920 se le sometió a un proceso judicial en Laredo, Texas, acusado de violar las leyes de neutralidad y de estar envuelto en acciones conspiratorias; de este último cargo quedó absuelto, y por el primero pagó una multa de 500 dólares. Luego del incidente, el director del semanario Omega de la Ciudad de México le pidió copia de sus artículos para publicarlos.
Abogaría para que fuesen expatriados a México los restos de Porfirio Díaz en el cementerio de Montparnasse y de Victoriano Huerta en Texas, pero al final no se llegó a nada.

## Regreso a México
En 1923, tras nueve años de exilio, regresó al país por Lampazos y Monterrey. Alternó sus labores de jurista con trabajos para El Universal, entre 1924 y 1925. En este lapso ingresó en la Academia Mexicana de la Lengua y fue nombrado miembro correspondiente el 22 de julio de 1925, y miembro de número el 6 de julio de 1938, tomó posesión de la silla XI el 17 de enero de 1940.
En abril de 1926 asistió a una convención de periodistas representando a Excélsior de México, La Prensa de San Antonio, Texas, y El País de La Habana, Cuba. 

## Segundo destierro (1926 - 1934) y regreso a México
En la capital estadounidense, García Naranjo recibió la noticia de que por orden de las autoridades mexicanas no podía regresar a México, con lo cual comenzó su segundo destierro. Viajó con frecuencia y residió en distintos lugares: dos años en Nueva York, seis meses en Madrid, año y medio en París, dos años más en Nueva York, dos en Venezuela y el último en California.
Como resultado de su actuación en la asamblea de periodistas, el jefe de la delegación venezolana, Alejandro Fernández García, propuso que se le impusiera la condecoración del Busto del Libertador, para premiar el discurso que pronunció en Washington en homenaje a Simón Bolívar.
En marzo de 1928 se trasladó a Madrid como abogado consejero de la Pantepec Oil Company, después a Roma y luego se estableció en París. De 1929 a 1934 estuvo en Nueva York y en Caracas, Venezuela. En este último año volvió a México y se dedicó al periodismo.
En 1947, por invitación del gobierno español, participó en la conmemoración del Cuarto centenario del deceso de Hernán Cortés. Escribió poesía, teatro y novela. Fue miembro de la Academia Mexicana de Jurisprudencia y Legislación, y de la Academia Mexicana de la Historia desde su fundación; recibió el grado de doctor honoris causa por la Universidad de Guadalajara.
Nemesio García Naranjo murió en la Ciudad de México, a las 5:45 de la tarde del 21 de diciembre de 1962 a consecuencia de un mal hepático. Fue sepultado en el Panteón Francés de San Joaquín.

## Periodismo
García Naranjo colaboró en los siguientes periódicos y publicaciones:

### En México
- Impacto y Todo, de la Ciudad de México.
- Diálogo de Yucatán.
- El Porvenir, de Monterrey.
- El Siglo, de Torreón.
- El Informador de Guadalajara.
- El Dictamen de Veracruz.
- El Mundo de Tampico.
- El Heraldo de San Luis Potosí.
- El Diario de Nuevo Laredo.
- El Diario de Ciudad Victoria.
- El Heraldo de Chihuahua.
- La Voz de Michoacán.
- El Sol de Puebla.
- El Sol del Centro de Aguascalientes.
- Amanecer de Querétaro.
- Y en todos los de la cadena García Valseca.

### En el extranjero
- La Prensa de San Antonio.
- La Opinión de Los Ángeles.
- La Nación de Buenos Aires.
- El Diario de la Marina de Cuba.
- El Nuevo Diario de Caracas.

## Otras contribuciones
García Naranjo fue el autor del lamento generalmente atribuido a Porfirio:
“¡Pobre México, tan lejos de Dios y tan cerca de Estados Unidos!”

## Obras publicadas
- La histórica Sor Juana Inés de la Cruz (1907)
- Discursos, prólogo de Querido Moheno (1923)
- El aroma viril (1925)
- Venezuela y su gobernante (1927)
- El quinto evangelio (1929)
- Porfirio Díaz (1930)
- Simón Bolívar (1931)
- Mi madre, mi señora, mi maestra (1937)
- El vendedor de muñecas (obra teatral, 1937)
- Estrellita (1938)
- Alma norteña (1939)
- La matanza de las flores
- En los nidos de antaño, (1951)
- Bajo el signo de Hidalgo (1953)
- Una industria en marcha (1955)
- El milagro de los franciscanos (1956)
- El romance de Angelina, (1958)
- Memorias de García Naranjo (1956 - 1963), integradas por diez volúmenes:
  - Panoramas de la adolescencia vistos desde la vejez, prólogo de Ernesto Zertuche.
  - El Colegio Civil de Nuevo León, prólogo de Fernando Gómez.
  - La vieja Escuela de Jurisprudencia, prólogo de Eduardo Pallares.
  - Dos bohemios en París, prólogo de José Castellot.
  - El crepúsculo porfirista, prólogo de Alberto María Carreño.
  - Elevación y caída de don Francisco I. Madero, prólogo de Aquiles Elorduy.
  - Mis andanzas con el general Victoriano Huerta
  - Nueve años de destierro, prólogo de Nemesio García Naranjo y Elizondo.
  - Mi segundo destierro, prólogo de Angelina García Naranjo y Elizondo.
  - La repatriación definitiva